# Radoslav Ciprys
Radoslav Ciprys (Malacky, 24 juni 1987) is een Slowaakse voetballer (middenvelder) die sinds 2010 voor de Slowaakse eersteklasser FC Spartak Trnava uitkomt. Voordien speelde hij voor ŠK Malacky.